# Messiah (альбом)
«Messiah» — другий повноформатний альбом Elderblood випущений 27 березня 2016 року лейблом Osmose Productions.

## Опис
Диск записано у харківській студії Dark Essence Recording. Мастеринг здійснив Дмитро «Rst7» Опарін. Назву було обрано за однойменною картиною Ніколая «S. Mortem» Устьянцева. Презентація трьох треків з альбому відбулась на Hell Fast Attack. Містить додаткові атмосферні елементи: зокрема на початок третього треку «Devil in the Flesh» додано семпл з «Шість демонів Емілі Роуз». Фінальний, «Adamas Ater» відрізняється від динамічного загалу, побудованого на відносно сереньотемпових ритмах, повільнішим темпом і мелодійністю.

## Список композицій
| #     | Назва                     | Тривалість |
| ----- | ------------------------- | ---------- |
| 1.    | «Thagirion's Sun»         | 07:04      |
| 2.    | «Invocation of Baphomet»  | 07:30      |
| 3.    | «Devil in the Flesh»      | 05:24      |
| 4.    | «Leviathan»               | 05:16      |
| 5.    | «Satana»                  | 05:37      |
| 6.    | «In Burning Hands of God» | 05:07      |
| 7.    | «Adamas Ater»             | 06:54      |
| 42:52 |                           |            |

## Склад на момент запису
- Григір «Odalv» Севрук — ударні
- Андрій «Astargh» Верьовкін — вокал, гітара, клавішні

### Сесійні
- Ярослав Мисик — фортепіано («Thagirion's Sun»)
- Поліна Воловик — вокал («In Burn Hands of God»)